# Scooby-Doo! Pirates Ahoy!
Scooby-Doo! Pirates Ahoy! (¡Scooby-Doo! ¡Piratas a babor! en España y Scooby Doo ¡Piratas a la vista! en Hispanoamérica) es la décima película directa a video basada en las caricaturas de sábado por la mañana de Scooby-Doo. Fue lanzada el 19 de septiembre de 2006 y producida por Warner Bros. Animation, aunque el logo de Hanna-Barbera Productions aparece el final.

## Trama
Los padres de Fred invitan a la pandilla a un crucero por el Triángulo de las Bermudas debido el cumpleaños de su hijo. Sin embargo, Scooby-Doo se encuentra con un hipnotista, el cual los seguirá todo el trayecto. Dentro del crucero, se encuentran a la coordinadora de actividades Sunny St. Cloud, quien tiene programadas algunas actividades. Sin embargo, durante el trayecto, Vilma Dinkley encuentra una sustancia viscosa en el piso. Durante la estadía en la cabina del capitán, ocurre un apagón y desaparece. Mientras los chicos lo buscan, aparece un extraterrestre verde; sin embargo, Shaggy y Scooby lo atrapan, y resulta ser el capitán del barco. Sin darse cuenta, los chicos resuelven los misterios que se suponía durarían una semana en dos días; ya que todos los misterios se habían planeado a propósito, lo que provoca que la gente se harte de la pandilla. Pero aparece un náufrago, llamado Rupert Garcia, que dice haber sido atacado por los piratas fantasma del Triángulo en un barco en el que viajaba para terminar un mapa astronómico. Aunque al principio la banda cree que es parte del crucero, los piratas vuelven a atacar y se llevan a la madre de Fred y a parte de los turistas y la tripulación, por lo que tienen que resolver este nuevo misterio.

## Voces
- Casey Kasem - Norville "Shaggy" Rogers
- Frank Welker - Fred Jones, Scooby-Doo
- Mindy Cohn - Velma Dinkley
- Grey DeLisle - Daphne Blake
- Ron Perlman - Capitán Skunkbeard/Biff Wellington
- Freddy Rodríguez - Rupert Garcia
- Tim Conway - Skip Jones
- Edie McClurg - Peggy Jones/Sea Salt Sally (Salada Sally en el doblaje mexicano)
- Kathy Najimy - Sunny St. Cloud (Sol San Nube en el doblaje mexicano)
- Arsenio Hall - Capitán Crothers
- Dan Castellaneta - Sr. Misterio/Woodenleg Wally